# Білорутенія
Генера́льна округа Білоруте́нія (нім. Generalbezirk Weißruthenien; біл. Генеральная акруга Беларутэнія, Hieneralnaja akruha Biełarutenija) — адміністративно-територіальна одиниця у складі райхскомісаріату Остланд з центром у Мінську. Утворена 1 вересня 1941 р. Першим генеральним комісаром Білорутенії було призначено Вільгельма Кубе, а після його вбивства — Курта фон Готберга. Існувала до взяття Мінська радянськими військами 3 липня 1944 р.

## Історія
Округу було утворено опівдні 1 вересня 1941 як складову частину райхскомісаріату Остланд. Керував округою генеральний комісаріат. Першим генеральним комісаром було призначено Вільгельма Кубе. 22 жовтня 1941 р. указом Кубе було створено добровільну народну організацію — Білоруська народна самодопомога (БНС). 1 квітня 1942 року території довоєнних Ошмянського, Свірського і Відзовського районів Вілейської області відійшли від Білорутенії до генеральної округи Литва. У березні 1943 року Вільгельмові Кубе вдалося заснувати Білоруську центральну раду (колабораціоністський маріонетковий режим), яка існувала рівнобіжно з німецькою цивільною адміністрацією. У червні 1943 р. Білоруська народна самодопомога реорганізувалася у Білоруську самодопомогу. Головою призначено Юрія Соболевського. Після вбивства Кубе 23 вересня 1943 року генеральним комісаром округи призначено Курта фон Готтберга, який і керував Білорутенією аж до визволення Мінська радянськими військами 3 липня 1944 року.
Між тим, 1 квітня 1944 Білорутенію було відділено від райхскомісаріату Остланд і безпосередньо підпорядковано Імперському міністерству у справах окупованих східних територій.

## Адміністративно-територіальний поділ
Спочатку середній щабель цивільної адміністрації представляли головні області з центрами у Мінську і Барановичах, на чолі яких стояли головні комісари. У березні 1943 року головні області було скасовано.
- Головна область Мінськ (нім. Hauptgebiet Minsk) — 1 вересня 1941 — березень 1943: ландрат Карл Егер
- Головна область Барановичі (нім. Hauptgebiet Baranowitschi) — 1 вересня 1941 — 17 лютого 1943: групенфюрер СА Фрідріх Фенц

До складу округи входили 11 адміністративних одиниць — ґебітів (нім. Kreisgebiete), керованих гебітскомісаріатами:
- Барановицький ґебіт
- Борисовський ґебіт
- Вілейський ґебіт
- Ганцевицький ґебіт
- Глубоцький ґебіт
- Лідський ґебіт
- Мінський ґебіт
- Новогрудський ґебіт
- Слонімський ґебіт
- Слуцький ґебіт
- Місто Мінськ

## Управління
Вищим органом округи був генеральний комісаріат, який складався з відділів і підвідділів:
- Відділ політики і пропаганди
- Відділ преси
- Відділ промисловості
- Відділ сільського господарства і продовольства
- Відділ лісу та деревини
- Відділ використання робочої сили
- Відділ права
- Відділ культури
- Відділ охорони здоров'я і ветеринарії

У сільській місцевості було введено елемент самоврядування — волосні управи. Функції управ зводилися до виконання розпоряджень окупаційної влади. 21 грудня 1943 — з метою боротьби з партизанами, а також створення ілюзії самоврядування — німцями була створена Білоруська центральна рада і сформована Білоруська крайова оборона, підпорядкована командуванню вермахту і СД.

## Керівники СС і поліції
- 21 липня — 14 серпня 1941 — групенфюрер СС Якоб Шпорренберг
- 14 серпня 1941 — 22 травня 1942 — бригадефюрер СС Карл Ценнер
- 22 травня — 21 липня 1942 — оберфюрер СС Карл Шефер
- 21 липня 1942 — 22 вересня 1943 — групенфюрер СС Курт фон Готтберг
- 21 липня 1942 — 15 липня 1943 — в.о., бригадефюрер СС Вальтер Шимана
- 9 вересня — 22 вересня 1943 — в.о., штандартенфюрер СС Еріх Ерлінгер
- 22 вересня — 3 липня 1944 — штандартенфюрер СС Еріх Ерлінгер